# Phinéas et Ferb, le film : Candice face à l'univers
Série
Phinéas et Ferb, le film : Voyage dans la 2e dimension
(2011)
Pour plus de détails, voir Fiche technique et Distribution.
Phinéas et Ferb, le film : Candice face à l'univers (Phineas and Ferb the Movie: Candace Against the Universe) est un film américain réalisé par Bob Bowen, sorti en 2020 sur Disney+.

## Synopsis
Les demi-frères Phinéas et Ferb recherchent leur sœur Candice à travers la galaxie alors qu'elle a été enlevée par des aliens.

## Fiche technique
- Titre : Phinéas et Ferb, le film : Candice face à l'univers
- Titre original : Phineas and Ferb the Movie: Candace Against the Universe
- Réalisation : Bob Bowen
- Scénario : Dan Povenmire, Jeff « Swampy » Marsh, Jon Colton Barry, Jim Bernstein, Joshua Pruett, Kate Kondell, Jeffrey M. Howard et Bob Bowen
- Musique : Danny Jacob
- Photographie : Daynon Corcoran
- Montage : Anne Harting
- Production : Brandi Young
- Société de production : Disney Television Animation
- Société de distribution : Disney+
- Pays :  États-Unis
- Genre : Animation, aventure, comédie, film musical et science-fiction
- Durée : 86 minutes
- Dates de sortie : 
  - Disney+ : 28 août 2020

## Doublage

### Voix originales
- Vincent Martella : Phinéas
- Ashley Tisdale : Candice
- David Errigo Jr. : Ferb / voix additionnelles
- Dan Povenmire : Dr. Doofenshmirtz / voix additionnelles
- Alyson Stoner : Isabella
- Maulik Pancholy : Baljeet / voix additionnelles
- Bobby Gaylor : Buford
- Dee Bradley Baker : Perry / Mama / voix additionnelles
- Olivia Olson : Vanessa
- Ali Wong : Super Super Big Doctor
- Wayne Brady : Stapler-Fist / voix additionnelles
- Thomas Middleditch : Garnoz
- Diedrich Bader : Borthos
- Thomas Sanders : Throat-Lobster
- Caroline Rhea : Maman
- Richard O'Brien : Papa
- Mitchel Musso : Jeremy
- Kelly Hu : Stacy
- Jeff 'Swampy' Marsh : Major Monogram / voix additionnelles
- Tyler Alexander Mann : Carl (as Tyler Mann)
- Brock Powell : Braxington-ton / Vlorkel / Shoe Monkey / voix additionnelles
- Bill Farmer : Hermellivue / voix additionnelles
- Bob Bowen : Toilet Flower / voix additionnelles
- Sarah Hudson : Ernox
- John Viener : Norm

### Voix françaises
- Donald Reignoux : Phinéas Flynn
- Fabrice Trojani : Ferb Fletcher
- Manon Azem : Candice Flynn
- Pierre-François Pistorio : Dr Doofenshmirtz
- Kelly Marot : Isabella
- Michel Vigné : Major Monogram
- Nathalie Bienaimé : Baljeet
- Jérémy Prévost : Garnoz
- Barbara Beretta : Super Big Doctor
- Pascal Casanova : Norm
- Brigitte Berges : Linda Flynn
- Stéphane Marais : Lawrence Fletcher
- Adeline Chetail : Vanessa
- Charles Pestel : Buford, Jérémy
- Sébastien Desjours : Roger Doofenshmirtz
- Edwige Lemoine : Stacy
- Éric Aubrahn : Carl

## Accueil
Le film a reçu un accueil favorable de la critique. Il obtient un score moyen de 77 % sur Metacritic.